# Benjamin Kipkurui
Benjamin Kipkurui (ur. 28 grudnia 1980 w Molo) – kenijski lekkoatleta, biegacz średniodystansowy.

## Osiągnięcia
- 2 złote medale mistrzostw Afryki juniorów (Ibadan 1997), bieg na 800 m & bieg na 1500 m)[1]
- srebrny medal mistrzostw świata juniorów (bieg na 1500 m, Annecy 1998)
- 4. miejsce podczas Finału Grand Prix IAAF (bieg na 1500 m, Doha 2000)
- brąz igrzysk afrykańskich (bieg na 1500 m, Abudża 2003)[2]
- były rekordzista świata juniorów na różnych dystansach

## Rekordy życiowe
- bieg na 800 m – 1:44,56 (1999)
- bieg na 1000 m – 2:15,00 (1999) były rekord świata juniorów
- bieg na 1500 m – 3:30,67 (2001)
- bieg na milę – 3:49,34 (2001)
- bieg na 2000 m – 5:00,21 (2003)
- bieg na 800 m (hala) – 1:46,34 (2001)
- bieg na 1000 m (hala) – 2:19,24 (2001)
- bieg na 1500 m (hala) – 3:42,44 (2005)